# Từ Hoàng Thông
Từ Hoàng Thông (ur. 22 czerwca 1972) – wietnamski szachista, drugi arcymistrz w historii tego kraju (tytuł otrzymał w 1999 roku).

## Kariera szachowa
Do ścisłej krajowej czołówki należy od pierwszych lat 90. W latach 1990–2008 wystąpił we wszystkich w tym okresie rozegranych dziesięciu szachowych olimpiadach. Poza tym, pomiędzy 1991 a 2005 r. sześciokrotnie reprezentował Wietnam w drużynowych mistrzostwach Azji, zdobywając dwa medale: srebrny (wraz z drużyną w 2005 r.) oraz brązowy (za indywidualny wynik na III szachownicy w 2003 r.).
Poza turniejami drużynowymi i finałami indywidualnych mistrzostw Wietnamu nie startuje często w zawodach międzynarodowych. Do jego sukcesów indywidualnych należą m.in. zwycięstwa w Melbourne (1995) oraz Hanoi (2002).
Najwyższy ranking w dotychczasowej karierze osiągnął 1 lipca 1999 r., z wynikiem 2515 punktów zajmował wówczas 2. miejsce (za Đào Thiên Hải) wśród wietnamskich szachistów.